# Сергеев, Георгий Иванович
Гео́ргий Ива́нович Серге́ев (1911—1988) — советский конструктор артиллерийских и ракетных комплексов. Герой Социалистического Труда. Лауреат Ленинской премии и Сталинской премии первой степени.

## Биография
Родился 17 (30 августа) 1911 года в Таганроге (ныне Ростовская область).
В 1932 году — окончил Таганрогский авиационный техникум.
В 1932—1937 годах — в Ленинграде на заводе «Большевик» (завод № 232 НКВ): техник-технолог в отделе подготовки производства.
Поступил учиться в ЛВМИ на вечернее отделение.
С 1935 года инженер-технолог, отвечает за поставку узлов и деталей для сборки 203-мм гаубицы Б-4 и других систем.
В марте 1937 года переведён на дневное отделение ЛВМИ.
В 1938 году защитил дипломный проект.
В качестве места дальнейшей работы выбрал Сталинградский завод «Баррикады» (№ 221 НКВ).
Продолжил работу в конструкторско-производственном отделе.
Вновь обслуживает сборку гаубицы Б-4. Посчитав эту работу для себя неинтересной, подал заявление о переводе на проектную работу.
В 1938—1942 годах — в ОКБ при сталинградском заводе «Баррикады»: инженер-конструктор, руководитель группы.
Под руководством главного конструктора И. И. Иванова участвовал в проектировании:
- 280-мм мортиры Бр-5
- 210-мм пушки Бр-17
- 305-мм гаубицы Бр-18
- 450-мм гаубицы Бр-23
- 76-мм дивизионной пушки Ф-22 УСВ-БР

В августе 1942 года в связи с боями в Сталинграде в составе всего ОКБ был эвакуирован в город Юрга.
В 1942 году — на Юргинском МСЗ (№ 75 НКВ).
В ноябре 1942 года весь штат ОКБ был введен в состав ЦАКБ (Калининград, Московская область).
В 1943—1944 годах в ЦАКБ (Главный конструктор В. Г. Грабин): старший инженер, начальник подотдела. Под руководством первого заместителя В. Г. Грабина — И. И. Иванова участвовал в конкурсной работе по созданию танковой 85-мм пушки (принята на вооружение в 1944 году под индексом ЗИС-С-53 для танков Т-34-85 и Т-44, за время войны изготовлено 14265 единиц этих пушек).
В 1944 году переезжает в Ленинград, так как на заводе «Большевик» организуется филиал ЦАКБ для подготовки производства 100-мм противотанковой пушки БС-3.
В 1945 году филиал ЦАКБ преобразован в самостоятельное Морское артиллерийское центральное конструкторское бюро (МАЦКБ) под руководством И. И. Иванова (впоследствии ЦКБ-34, сейчас — КБСМ). Там Георгий Иванович и продолжает работать вплоть до 1950 года.
За ленинградский период (1945—1950) Г. И. Сергеев активно участвует в разработках изделий:
- 130-мм береговая артиллерийская установка на механической тяге СМ-4
- СМ-1 «Установка ЗИС-С-53 на бронекатерах»
- Н-207 «85-мм пушка для подводных лодок»

Вырос от начальника подотдела до начальника отдела. Приступил к написанию диссертации.
8 июля 1950 года, приказом Министра Вооружения СССР № 122-к Г. И. Сергеев назначен начальником Специального конструкторского бюро (СКБ-221) при Сталинградском заводе «Баррикады» (№ 221 МВ).
В 1950—1958 годах преобладающее направление деятельности — постановка на серию и обслуживание производства морских артиллерийских систем по документации сторонних организаций:
- качающейся части 305-мм башенных орудий СМ-33, СМ-31
- 152-мм берегового орудия СМ-9
- 130-мм береговой артустановки СМ-4
- морской зенитной установки СМ-27 (по КД ЦКБ-34)

энергетического оборудования в интересах ВМФ:
- корпуса атомного реактора ВМ-А для первых советских АПЛ проекта 627 (по КД ОКБ Горьковского завода № 92)

гражданской продукции в интересах нефтяников:
- буровая установка для малых глубин БУ-40 (по КД ГИПРОнефтемаша).

Г. И. Сергеев начинает модернизацию и доработку:
- 130-мм береговой артустановки СМ-4, для которой разработан технологичный ствол-моноблок (вместо ствола со свободной трубой). Долгое время эта артустановка выпускалась заводом как СМ-4-1
- 203-мм гаубицы Б-4 и 152-мм пушки Бр-2, они переведены на колесный ход и получили индекс Б-4М и Бр-2М

Взамен БУ-40, под его руководством разработаны буровые установки для глубинного бурения БУ-75Бр и БУ-50Бр, с помощью которых добывалось 60 % нефти от общего объёма добычи в СССР.
По заданию атомщиков разработано энергетическое оборудование, в том числе стенд реактора Бр-224, который эксплуатировался в ИАЭ имени И. В. Курчатова до 2000 года.
По инициативе заместителя директора ИАЭ имени И. В. Курчатова, академика А. П. Александрова СКБ-221 преобразовано в ОКБ-221.
С 1958 года преобладающим направлением становится разработка пусковых установок и наземного оборудования для ракетных комплексов Сухопутных войск.
В декабре 1959 года Г. И. Сергеев назначен Главным конструктором ОКБ.
В 1958—1965 годах поставлены на производство разработанные НИИ-58 на базе гусеничного шасси:
- пусковая установка 2П2 и транспортно-заряжающая машина 2П3 для тактических ракет «Марс»
- пусковая установка 2П16 комплекса 2К6 «Луна»

В 1959—1963 годах разрабатывает первый ракетный комплекс тактического назначения на многоосном шасси высокой проходимости «Луна-М» (головная организация — МИТ).
В 1960—1964 годах разрабатывает первый ракетный комплекс оперативно-тактического назначения на многоосном шасси «Темп-С» (головная организация — МИТ).
Приоритет колёсного варианта ПУ с вертикальным стартом подтверждён авторским свидетельством № 17347 от 1968 года. С середины 1960-х годов Г. И. Сергеев принимает участие в необъявленном конкурсе по созданию ПУ для обеспечения доставки и пуска баллистических ракет средней дальности. В результате, комплексы 8К98, 8К96 (главный конструктор С. П. Королёв, П. А. Тюрин, главный конструктор гусеничного «объекта 815» Ж. Я. Котин) и 8К99 (главный конструктор М. К. Янгель и главный конструктор гусеничного «объекта 821» Ж. Я. Котин) проигрывают комплексу «Темп-2С» (главный конструктор ракеты А. Д. Надирадзе, главный конструктор ПУ Г. И. Сергеев, главный конструктор колёсного шасси МАЗ-547А Б. Л. Шапошник).
В 1970-е годы Г. И. Сергеев в качестве главного конструктора продолжает трудиться над ПУ комплекса «Точка» и ПУ комплекса «Ока». Начинаются разработки конструкторской документации «203-мм орудие для САУ „Пион“»; «152-мм буксируемое орудие», «Артчасть для 152-мм САУ». В последующем эти разработки воплотились в современных артустановках «Мста-Б» и «Мста-С»; «130-мм береговая артустановка» для будущего комплекса «Берег». Все они испытаны и были приняты на вооружение.
Уволился на пенсию по состоянию здоровья 9 августа 1984 года.
Умер 15 марта 1988 года. Похоронен в Волгограде на Центральном кладбище.

## Награды и звания
- Герой Социалистического Труда (1975) — за разработку 203-мм пушки 2А44 самоходного орудия 2С7 «Пион»
- Сталинская премия первой степени (1946) — за создание нового образца танковой пушки (85-мм танковая пушка ЗИС-С-53 для танков Т-34-85 и Т-44)[1]
- Ленинская премия (1966) — за разработку пусковой установки 9П120 оперативно-тактического ракетного комплекса «Темп-С»
- два ордена Ленина
- орден Октябрьской революции (1981) — по результатам участия комплекса «Точка» в учениях «Запад-81»
- два ордена трудового Красного Знамени
- орден Красной Звезды (1944) — за участие в разработке 85-мм танковой пушки ЗИС-С-53 для танков Т-34-85 и Т-44
- медаль «За оборону Сталинграда» (1942) — за спасение ценной конструкторской документации при эвакуации СКБ из Сталинграда
- медаль «За доблестный труд в Великой Отечественной войне 1941—1945 гг.»

## Память
- Автор более 100 научных трудов, имеет 72 авторских свидетельства на изобретения.
- В 1994 году на здании инженерного корпуса ЦКБ «Титан» открыта мемориальная доска, посвященная главному конструктору Г. И. Сергееву.
- В 1998 году в день десятилетия памяти о Г. И. Сергееве, на доме, где он жил, открыта мемориальная доска.
- 30 августа 2011 года в Волгограде принято решение именем Героя назвать улицу Таймырскую в районе пос. Нижние Баррикады[2].